# Pašovice
Pašovice (in tedesco Paschowitz) è un comune della Repubblica Ceca facente parte del distretto di Uherské Hradiště, nella regione di Zlín.